# Acantholimon calocephalum
Acantholimon calocephalum är en triftväxtart som beskrevs av James Edward Tierney Aitchison och William Botting Hemsley. Acantholimon calocephalum ingår i släktet Acantholimon och familjen triftväxter. Inga underarter finns listade i Catalogue of Life.